# Mérey-Vieilley
Mérey-Vieilley è un comune francese di 103 abitanti situato nel dipartimento del Doubs nella regione della Borgogna-Franca Contea.

## Società

### Evoluzione demografica
Abitanti censiti